# Myiodactylus chrysopoides
Myiodactylus chrysopoides là một loài côn trùng trong họ Nymphidae thuộc bộ Neuroptera. Loài này được Navás miêu tả năm 1921.